# ベイビー・スターダスト
「ベイビー・スターダスト」（Baby Stardust）は、日本のロックバンド、thee michelle gun elephantの12thシングル。2000年9月27日、日本コロムビアより発売。

## 解説
- アルバムより約半年ぶりのリリース。
- ジャケット写真はピンク・フロイドのアルバム『夜明けの口笛吹き』のパロディーで、メンバーが着ている衣装は全て私服である。
- ヨーロッパ盤の「CASANOVA SNAKE」にはボーナストラックとして、全ての曲を収録。

## 収録曲
1. ベイビー・スターダスト Baby Stardust (3:15)
テレビ朝日系『ぷらちなロンドンブーツ』オープニングテーマ。
2. ベガス・ヒップ・グライダー Vegas Hip Glider (3:49)
日本では、アルバム未収録であるが、リリースされた2枚のライブアルバムには収録されている。(ヨーロッパ盤の「カサノバ・スネイク」にはボーナストラックとして、収録。)
3. 武蔵野エレジー Musashino Elegy (4:52)
オリジナルアルバム未収録。後に「THEE MICHELLE GUN ELEPHANT GRATEFUL TRIAD YEARS」に収録された。

全作詞：チバユウスケ 作曲・編曲：thee michelle gun elephant